# Гюльтекин, Эмин Абид
Эмин Абид Гюльтекин (азерб. Əmin Abid Gültəkin; настоящее имя Зейналабдин (азерб. Zeynəlabdin); 1898 год, Баку — 21 октября 1938 года, Баскал, Исмаиллинский район) — азербайджанский поэт, член азербайджанской эмиграции, критик, литературовед, член Союза писателей Азербайджана в 1934 году.

## Биография
Эмин Абид родился в 1898 году в городе Баку, в семье каменщика. Его настоящее имя было Зейналабдин. Имя Эмин он взял себе в честь Мамед Эмина Расулзаде, который был его родственником со стороны матери. Со стороны же отца он происходит из рода правителя Бакинского ханства Хусейнгулу-хана. Является братом поэта Алиаббаса Музниба. Начальное образование получил в имени Александра III мужской гимназии. Свои первые стихи он написал в 1912—1913 годах и работал в разных журналах. В 1919-1926 годах учился на литературном факультете Стамбульского университета. В Стамбуле он пишет своё произведение «История литературы Азербайджанских тюрков». В это же время он работает в журналах «Yeni Kavkasya» («Новый Кавказ»), «Istiklal» («Независимость») и пишет стихи антибольшевистского содержания под псевдонимом «Гюльтекин».
Эмин Абид также работает в библиотеках Казвина, Вены, Будапешта, Стамбула. Защитил научную диссертацию под руководством М.Ф. Кёпрюлюзаде. Абид пишет произведение «Buzlu cəhənnəm» («Ледяной ад») посвящённое сосланным в Сибирь репрессированным азербайджанцам. В это время он женится на поэтессе Нафиэ. В конце 1926 года Эмин Абид возвращается в Советский Азербайджан. Он работает в Баку учителем и пишет статьи в газетах об азербайджанской литературе и фольклоре. Эмин Абид Гюльтекин считается первым коркудоведом Азербайджана, исследовавшим дастаны «Огузнаме» и «Деде Коркуд». Эмин также пишет ряд статей об азербайджанских поэтах Физули, Гази Бурханеддине и других, а также о журнале «Молла Насреддин». Он также является основателем «ахундововедения» и автором множества статей о Мирза Фатали Ахундове, считая его одним из величайших гениев XIX века.

## Преследование. Убийство
Постоянно находился под наблюдением органов НКВД, из-за чего ему приходилось  часто менять места своей работы. Он работал сначала в Азербайджанском Государственном Университете, затем в Бакинском Педагогическом Техникуме, также в Бакинском доме просвещения. Позже работал учителем в Кюрдамирском районе. В июле 1938 года был заключён в тюрьму села Баскал Исмаиллинского района. После трёх месяцев тюрьмы, 21 октября он был убит большевиками.